# Tramwaje w Torreón
Tramwaje w Torreón − zlikwidowany system komunikacji tramwajowej w meksykańskich miastach Torreón, Ciudad Lerdo i Gómez Palacio, działający w latach 1890−1953.

## Historia

### Tramwaje spółkiCompañía de Tranvías de Lerdo a Torreón
Pierwszą linię tramwaju konnego uruchomiono w 1890. Linia zaczynała się w Lerdo i prowadziła do Dworca centralnego w Gómez Palacio. 16 września 1899 rozpoczęto budowę linii tramwaju elektrycznego z Lerdo do Torreón przez spółkę Compañía de Tranvías de Lerdo a Torreón (CTLT). Spółka zamówiła 26 maja 1900 w firmie JG Brill w Filadelfii 4 wagony silnikowe, 4 wagony doczepne, pasażerskie i 5 wagonów roboczych. Pierwszą część linii z Lerdo do dworca kolejowego w Gómez Palacio otwarto 3 marca 1901. Odcinek ten miał długość 5 km. W Gómez Palacio wybudowano zajezdnię tramwajową. 3 lipca linię tę wydłużono od Gómez Palacio do dworca kolejowego w Torreón przez rzekę Rio Nazas na której wybudowano most o długości 200 m. W 1901 zamówiono kolejne 6 wagonów z Brill, a w 1903 zamówiono w St. Louis Car Co. 4 tramwaje towarowe. W 1904 linię obsługiwało 23 tramwajów. 

### Tramwaje miejskie w Torreón spółkiCompañía de Electricidad y Tranvías de Torreón
W grudniu 1904 nowa spółka Compañía de Electricidad y Tranvías de Torreón (CETT) otworzyła pierwszą linię tramwaju elektrycznego w mieście Torreón. Do obsługi linii wcześniej spółka zakupiła w firmie American Car Co. w St. Louis 5 wagonów pasażerskich oraz 4 tramwaje robocze. Sieć składała się z 4 ponumerowanych linii. Trasy tramwajowe poprowadzono przez ulice: Avenidas Hidalgo and Matamoros oraz na południe do końcówki La Metalúrgica. 

### Pod wspólnym szyldem
W 1905 połączono obie spółki tworząc jedną o nazwie Ferrocarril Eléctrico de Lerdo a Torreón. Zamówiono wówczas 14 wagonów w firmie Brill w tym 4 wagony towarowe. Po przejęciu wagonów należących do dwóch poprzednich spółek łącznie w eksploatacji znajdowały się 33 tramwaje w 1907. Wszystkie linie tramwajowe miały szerokość toru 1435 mm. Także po połączeniu tych dwóch spółek wprowadzono numer na linii podmiejskiej tak jak czyniono do tej pory na sieci miejskiej w Torreón. 
W 1906 założono nową spółkę Compañía Bancaria y de Tranvías Wah Yick, która w czerwcu 1907 ogłosiła, że planuje wybudować linie podmiejskie do Matamoros i San Pedro oddalonego od Torreón o 26 km, jednak nigdy tych planów nie zrealizowano. W czerwcu 1908 spółka ta rozpoczęła budowę linii w Torreón do cmentarza wzdłuż Av. Morelos do chińskiej części miasta. Jednak brak jest informacji czy kiedykolwiek otwarto tę linię. Według McGraw Electric Railway Directory w 1924 w Torreón było 22,3 km tras tramwajowych po których kursowały 22 wagony silnikowe, 20 wagonów doczepnych oraz 5 wagonów technicznych. Miejskie tramwaje w Torreón zlikwidowano około 1940. Linię tramwajową od Torreón przez Gómez Palacio do Lerdo zlikwidowano 3 marca 1953. 
Po uruchomieniu 3 marca 1901 linii tramwaju elektrycznego z Lerdo do Gómez Palacio system ten stał się trzecią siecią tramwajów elektrycznych w Meksyku po systemie w Nuevo Laredo oraz w stolicy Meksyku stał się także pierwszą linią tramwajową podmiejską w Ameryce Łacińskiej. 
W 1982 z okazji 75. lecia Torreón wybito medal z tramwajem.